# Programme entwerfen
Programme entwerfen (en anglais : Designing Programmes) est un ouvrage du graphiste et théoricien suisse Karl Gerstner, publié en 1964 aux éditions Niggli. L'ouvrage se compose d'une série d'études autour de la conception de systèmes créatifs programmés, dans le domaine du graphisme et de la communication visuelle, mais aussi dans des champs comme l'architecture ou la musique. Les idées de Gerstner préfigurent l'importance grandissante de l'informatique dans le champ du design.

## Structure du livre
Le livre est constitué de quatre essais, qui ont fait l'objet de publications préalables dans différents périodiques. Ils sont précédés d'une introduction qui expose l'approche "programmatique" défendue par Gerstner, en présentant des exemples dans des champs aussi variés que le graphisme, l'architecture, la musique (John Cage, Stockhausen), la littérature (Emmett Williams) ou l'urbanisme.
Les quatre essais ont tous fait l'objet de publications préalables :
- Neue Basis für die alte Akzidenz-Grotesk [Une nouvelle base pour l'ancienne Akzidenz-Grotesk], paru dans la revue Druckspiegel, N°6, juin 1963. Cet article commente un travail de modernisation de la fonte Akzidenz-Grotesk réalisé par l'agence GGK.
- Integrale Typographie [Typographie intégrale], paru dans un numéro hors-série des Typografische Monatsblätter, n°5-6, juin-juillet 1959.
- Bilder-machen heute?, publié dans la revue spirale 8, septembre 1960.
- Struktur und Bewegung, publié par Gyorgy Kepes dans la série Vision and Values, Braziller, New York.

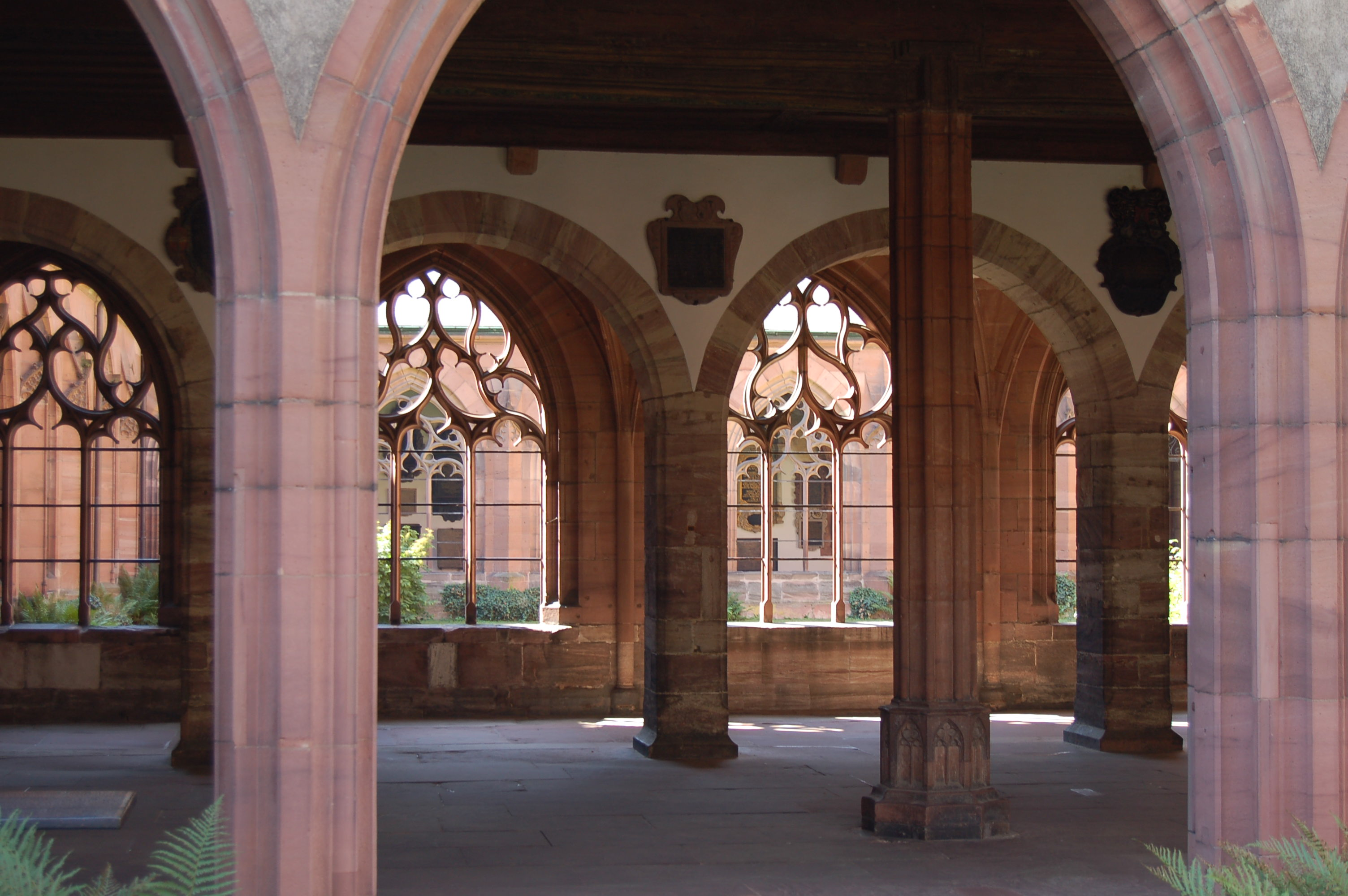
Un exemple de "programme" décrit par Gerstner dans ce livre: les fenêtres du cloître de la cathédrale de Bâle. Au nombre de 16, chacune présente un design différent, mais basé sur les mêmes règles de composition.

Le livre est préfacé par Paul Gredinger, collaborateur de Gerstner au sein de l'agence de communication GGK.

## Traductions et rééditions

### Première édition
Dès sa première publication en 1964 (ou 1963 selon certaines sources), l'éditeur Arthur Niggli publie l'ouvrage en deux éditions, allemande et anglaise. La traduction anglaise est due à Dennis Quibell Stephenson.

### Réédition de 1968
En 1968 paraît une réédition augmentée, également chez Niggli. La pagination passe de 96 à 112 pages.

### Traduction espagnole
Une traduction espagnole, intitulée Diseñar programas, est publiée en 1979 à Barcelone par l'éditeur Gustavo Gili (dans la collection GG diseño dirigée par le typographe suisse Yves Zimmermann).

### Troisième édition: réédition de 2007
Pendant des décennies, l'ouvrage ne sera plus réédité. Il devient un objet de collection dont le prix de vente peut dépasser les 2000 dollars.
En 2007, l'éditeur zurichois Lars Müller Publishers publie une troisième édition, dirigée par Harald Geisler et Jonas Pabst, et révisée par Gerstner. Parmi divers ajouts, cette édition comporte une nouvelle préface par l'historien Richard Hollis, et un nouveau chapitre consacré à une création typographique inédite de Gerstner.
Le graphisme de cette édition a été revisité par Karl Gerstner. La typographie a été modifiée: la nouvelle édition utilise la fonte gerstner privata conçue par Gerstner, qui fait l'objet du nouveau chapitre (Neubeginn: die IBM original). Les éditions précédentes étaient composées avec la fonte Monotype 215, une linéale typique du graphisme suisse des années 1960.

### Réédition de 2019
En 2019, Lars Müller Publishers publie une nouvelle réédition, qui est un fac-simile fidèle de l'édition originale.